# Георг Вильгельм (маркграф Бранденбург-Байрейта)
Георг Вильгельм Бранденбург-Байрейтский (нем. Georg Wilhelm von Brandenburg-Bayreuth; 16 ноября 1678, Байройт — 18 декабря 1726, Байройт) — маркграф княжества Байрейт в 1712—1726 годах.

## Биография
Георг Вильгельм — единственный сын Кристиана Эрнста Бранденбург-Байрейтского и его второй супруги Софии Луизы Вюртембергской.
В 1696—1696 годах совершил гран-тур в Голландию и Англию и стал большим почитателем морского дела. По возвращении на родину молодой наследный принц устраивал на городском озере многодневные морские баталии на кораблях длиной до 30 метров с участием до двух тысяч солдат и горожан, повлекшие многочисленные жертвы. Не отличавшийся особым усердием в учёбе Георг Вильгельм выбрал военную карьеру и в 1701 году стал шефом франконского кирасирского полка. Принял участие в нескольких битвах на стороне императора, в 1702 году получил тяжёлое ранение мушкетным ядром, от которого так и не излечился окончательно. Вышел в отставку по окончании Войны за испанское наследство.
Несмотря на пустую казну, в 1712 году маркграф занялся укреплением своих вооружённых сил, отдавался своей страсти к строительству (см. Дворец маркграфов в Эрлангене) и поставил в местном театре не менее пятидесяти опер на немецком языке. Одним из композиторов, получавших заказы от маркграфа Георга Вильгельма, был Георг Филипп Телеман.

## Семья
В ноябре 1699 года Георг Вильгельм женился на 15-летней Софии, дочери герцога Иоганна Адольфа I Саксен-Вейсенфельсского, считавшейся одной из первых красавиц среди принцесс Германии. По словам байрейтского историка Гейнрица, Георг Вильгельм любил жену восторженно, а она его ненавидела. За причинённые ему унижения в порыве небеспочвенной ревности Георг Вильгельм отомстил Софии, заключив её в крепость Плассенбург. У самого маркграфа также была любовница Кристиана Эмилия фон Глейхен, которая родила ему внебрачного сына, наречённого Георгом Вильгельмом фон Блассенбургом. 
У маркграфской четы родилось 5 детей:
- Кристиана Софи Вильгельмина (6 января 1701 г. - 15 июля 1749 г.). Будучи незамужней, родила двух близнецов, умерших вскоре после рождения в 1724 году, и была сослана в Кульмбах, поскольку отец детей не подходил ей в мужья по своему положению. Перед отъездом из двора отца ей разрешили вонзить свое ожерелье с печатью в стену своей комнаты в замке Химмелькрон. В 1977 году этот объект был наконец найден и теперь выставлен в Музее соборной церкви Байройта.
- Эберхардин Элизабет (13 января 1706 г. - 3 октября 1709 г.).
- Кристиан Вильгельм (14 ноября 1706 г. - 16 ноября 1706 г.).
- Кристиан Фредерик Вильгельм (7 июня 1709 г. - 9 июня 1709 г.).
- Фрэнсис Адольф Уильям (род. и ум. 7 июня 1709 г.), близнец Кристиана.

Георг Вильгельм не оставил законных наследников мужского пола. С его смертью угасла основная ветвь династии байрейтских маркграфов. Георгу Вильгельму наследовал представитель младшей кульмбахской ветви франконских Гогенцоллернов Георг Фридрих Карл Бранденбург-Байрейтский. После смерти Георга Вильгельма его вдова вышла замуж за графа Альберта Иосифа фон Годица.